# Eremaeozetes lineatus
Eremaeozetes lineatus är en kvalsterart som beskrevs av Sandór Mahunka 1985. Eremaeozetes lineatus ingår i släktet Eremaeozetes och familjen Eremaeozetidae. Inga underarter finns listade i Catalogue of Life.